# Strage di Djen-Djen
La strage di Djen-Djen, conosciuta anche come la strage del Lucina, fu perpetrata nella notte tra il 6 ed il 7 luglio 1994 presso il porto Djen Djen di Taher in Algeria causando la morte di 7 persone, tutti marittimi imbarcati sulla nave da carico Lucina, mercantile della compagnia di navigazione Sagittario di Monte di Procida. Le autorità algerine hanno ufficialmente attribuito la strage ai terroristi del Gruppo Islamico Armato (GIA) ma rimangono aspetti non chiariti 

## Le vittime
- comandante Salvatore Scotto di Perta, detto "Luciano", 34 anni, di Monte di Procida
- direttore di macchina Gerardo Esposito, 48 anni di Monte di Procida
- primo ufficiale Antonio Scotto Lavina, 49 anni, di Monte di Procida
- secondo ufficiale Antonio Schiano di Cola, 40 anni, di Procida
- marinaio Domenico Schillaci, 24 anni, di Porto Empedocle
- marinaio Andrea Maltese, 38 anni, di Trapani
- mozzo Gerardo Russo, 27 anni, di Torre del Greco